# 赤色のグリッター
赤色のグリッター（あかいろのグリッター）は、日本の4人組ロックバンド。

## 来歴
2012年12月、千葉県柏市にて結成。何度かのメンバーチェンジを経て2013年7月に今のメンバーとなり本格的に活動を始める。
2017年9月9日、11月22日に柏で行われるツアーファイナル公演を最後に解散を発表。ボーカル・ギターの佐藤は解散の理由を「僕を支えてくれていたメンバー3人が持っているポテンシャルを最大限に引き出すことができず、この4人で良いものを作ることができなくなってしまったこと」としている。

## メンバー
- 佐藤 リョウスケ（ボーカル・ギター）
- 渡辺 明日香（ベース・コーラス）
- 鈴木 陸生（ギター・コーラス）
- クラカズ ヒデユキ（リーダー・ドラムス・コーラス）[2]

## ディスコグラフィ

### 参加作品
| 発売日         | タイトル                                                | 規格品番  | 収録曲          |
| -------------- | ------------------------------------------------------- | --------- | --------------- |
| 2014年08月20日 | あっ、良い音楽ここにあります。その四                    | FIVER-025 | ハナミズキ      |
| 2014年11月05日 | JACKMAN RECORDS COMPILATION ALBUM vol.10 RO69JACK 13/14 | ROJR-0036 | あのね、きいて? |

## ミュージック・ビデオ
| 監督       | 曲名                         |
| ---------- | ---------------------------- |
| 大久保拓朗 | 「愛の舌打ち」「未来飛行機」 |
| 木本健太   | 「ラン・ロン・ロン」         |
| 杉本視     | 「ハナミズキ」               |
| 田村昌大   | 「海より」「神様の涙」       |

## タイアップ一覧
| 使用年 | 曲名     | タイアップ                                                   |
| ------ | -------- | ------------------------------------------------------------ |
| 2015年 | 神様の涙 | 岩手めんこいテレビ『BEATNIKS』12月度エンディングテーマ       |
| 2017年 | 限界突破 | NHK-FM『ミュージックライン』2017年4・5月度オープニングテーマ |

## ヘビーローテーション/パワープレイ

### テレビ
| 放送年 | 曲名         | ヘビーローテーション/パワープレイ                                |
| ------ | ------------ | ---------------------------------------------------------------- |
| 2014年 | 愛の舌打ち   | スペースシャワーTV 11月度ミドルローテーション「it!」             |
| 2015年 | 未来飛行機   | スペースシャワーTV 3月度ミドルローテーション「it!」              |
| 2015年 | 神様の涙     | スペースシャワーTV 12月度ミドルローテーション「it!」             |
| 2015年 | 神様の涙     | 関西テレビ放送『音エモン』12月度マンスリープッシュ「音エ〜モン」 |
| 2017年 | 愛のジレンマ | スペースシャワーTV 4月度ミドルローテーション「it!」              |

## 主なライブ

### ワンマンライブ・主催イベント
- 2015年01月10日 - 01月25日 - 赤色のグリッター「世界は赤色」レコ発ツアー
  - w/SHE'S / Half time Old / 最悪な少年 / Goodbye holiday / The Flickers / Suck a Stew Dry
- 2015年03月18日・04月12日 - 赤色のグリッター「春を迎えに行こうツアー」
- 2015年03月26日 - 赤色のグリッター 僕等は未来に紙飛行機を飛ばせるか企画
- 2015年07月20日 - 赤色のグリッター×新宿ロフト presents「赤色祭 ～あかいろまつり～」
  - w/Goodbye holiday / Half time Old / TEDDY / テスラは泣かない。 / フィッシュライフ / 夏色のグリッター
- 2015年12月18日 - 2016年01月24日 - 赤色のグリッター1st ALBUM 「存在証明」リリース ～心の置き場所ツアー～
  - w/BURNOUT SYNDROMES / LAMP IN TERREN / LILI LIMIT / Archaic Rag Store / Bentham / Brian the Sun
- 2016年05月15日 - 1st ALBUM 「存在証明」リリース ワンマンライブ 君の瞳DENTITY～キミノアイデンティティ～

### 出演イベント
- 2014年03月09日 - スペースシャワー列伝 JAPAN TOUR 2014
- 2014年06月02日 - HighApps Vol.19
- 2014年06月08日 - SAKAE SP-RING 2014
- 2014年06月17日 - ピエール中野「ピエール中野 47都道府県ドラムを叩いてまわるツアー 2014」
- 2014年08月09日 - ROCK IN JAPAN FESTIVAL 2014
- 2014年08月20日 - MUSIC LINXS vol.17
- 2014年08月24日 - DISK GARAGE MUSIC MONSTERS -2014 summer-
- 2014年08月30日 - SPACE SHOWER SWEET LOVE SHOWER 2014
- 2014年09月23日 - SEA SIDE HEAVEN ～中華街ふらりツアー!!2014～
- 2014年10月04日 - MEGA★ROCKS 2014
- 2014年10月07日 - アルカラ7枚目"CAO"レコ発TOUR「ガイコツアー2014」
- 2014年10月10日 - TANK! the LIVE Vol.25 ～Never gets old～
- 2014年10月12日 - MINAMI WHEEL 2014
- 2014年10月22日 - VOYAGER'14～maps in locus～
- 2014年11月19日 - スペースシャワー列伝 100巻記念公演 第120巻 琴線の宴
- 2014年11月24日 - グッドモーニングアメリカ企画フェス「あっ、良いライブここにあります。2014」
- 2014年12月30日 - LIVE DI:GA JUDGEMENT 2014
- 2014年12月31日 - COUNTDOWN JAPAN 14/15
- 2015年02月21日 - DISK GARAGE MUSIC MONSTERS -2015 winter-
- 2015年03月21日 - Rakuten kobo presents MUSIC CUBE 15
- 2015年03月22日 - BEA×Zepp Fukuoka presents FX2015
- 2015年04月05日 - Talking Rock! presents『ニューロック計画!2015』
- 2015年04月11日 - RADIO BERRY "haruberrylive 2015"
- 2015年04月15日 - J-WAVE TOKYO REAL-EYES "LIVE SUPERNOVA"vol.100
- 2015年05月13日 - スペースシャワー列伝15周年記念公演 第126巻 ～光彩陸離(こうさいりくり)の宴～
- 2015年05月17日 - 柏MUSIC SUN
- 2015年06月06日 - SAKAE SP-RING 2015
- 2015年06月07日 - SCRAMBLE FES 2015
- 2015年06月25日・26日 - VINTAGE LEAGUE TOUR 2015 初夏
- 2015年06月28日 - ネコフェス2015 -KUDAKENEKO ROCK FESTIVAL 2015-
- 2015年07月04日 - 見放題2015
- 2015年07月11日 - NECOKICKS「マンモスチョモランマ ツアー」～ネコキ名人スーパーベスト リリースツアー～
- 2015年07月25日 - SUMMER CHOICE 2015
- 2015年08月16日 - TREASURE05X 2015 ～a great faith～ ～summer triangle 2nd day～
- 2015年08月18日〜09月04日 - 赤色のグリッター×Mrs. GREEN APPLE presents 「赤と緑のホショクツアー」
w/LILI LIMIT / ドラマチックアラスカ / Bentham / mol-74 / the peggies / コンテンポラリーな生活
- 2015年08月22日 - DISK GARAGE MUSIC MONSTERS -2015 summer-
- 2015年08月27日 - RADIO BERRY ベリテンライブ2015 ～HEAVEN'S ROCK Utsunomiya VJ-2～
- 2015年08月29日 - SPACE SHOWER SWEET LOVE SHOWER 2015 -20th ANNIVERSARY-
- 2015年10月10日 - GROWTHick CIRCUIT'15
- 2015年10月11日 - MINAMI WHEEL 2015
- 2015年10月24日 - ハロシブ'15
- 2015年12月03日 - 音エモン presents 『LIVE BURGER next vol.7』
- 2015年12月11日 - The Cheserasera「YES」release tour
- 2015年12月31日 - RAIKO -来光- RISING 2015
- 2016年02月13日 - BURNOUT SYNDROMES ラストインディーズ・ツアー「人生はストーリー」
- 2016年02月15日 - Shout it Out "Teenage"リリースイベント『僕たちが唄う今のこと～若者共宴編～』
- 2016年02月20日・26日・28日 - Brian the Sun「マタタビ ツアー 2015→2016」
- 2016年03月05日 - 見放題東京2016
- 2016年03月08日 - CDTV NEXT supported by Eggs
- 2016年03月13日 - @FM presents STAND UP!
- 2016年03月18日 - Underpass 2016
- 2016年03月19日 - BEA × Zepp Fukuoka presents FX 2016
- 2016年03月20日 - MUSIC CUBE 16
- 2016年03月21日 - Goodbye holiday "with YOU" tour ～みんなひっつきもっつきじゃ～
- 2016年03月28日 - ch LIVE(S)
- 2016年03月30日 - ドラマチックアラスカ「はじましぶりツアー2016春～雨、ときどき雪～」
- 2016年04月09日 - RADIO BERRY "haruberrylive 2016"
- 2016年04月16日 - 百万石見放題～1,000,000ROCK LIVE CIRCUIT～
- 2016年05月04日 - NIIGATA RAINBOW ROCK 2016
- 2016年05月22日 - 柏 MUSIC SUN 2016
- 2016年05月25日 - GLICO LIVE"NEXT"
- 2016年05月27日 - ARCHAIC RAG STORE 2nd Mini Album「EXPLODE」リリース"最果ての風を盗みにいくTOUR"
- 2016年06月04日 - SAKAE SP-RING 2016
- 2016年06月26日 - ネコフェス2016 くだけねこロックフェスティバル
- 2016年07月02日 - 見放題2016
- 2016年08月13日 - ROCK IN JAPAN FESTIVAL 2016
- 2016年08月21日 - TREASURE05X 2016 -REACH FOR THE FUTURE-
- 2016年08月25日 - RADIO BERRY ベリテンライブ 2016 ～HEAVEN'S ROCK Utsunomiya VJ-2～
- 2016年09月10日〜10月05日 - 赤色のグリッター×Shout it Out レコ発2マンツアー「うたごころ、結髪」